# 中国科学院天津工业生物技术研究所
中国科学院天津工业生物技术研究所，简称天津工业生物所，前身2005年12月25日中国科学院微生物研究所在天津空港经济区成立的天津工业生物技术研发基地，2012年11月29日正式成立并通过验收成为中国科学院序列研究所，是由中国科学院和天津市人民政府共建、从事生物技术创新推动工业领域生态发展的科研机构。

## 实验室
- 工业酶国家工程实验室
- 中国科学院系统微生物工程重点实验室
- 天津市工业生物系统与过程工程重点实验室
- 天津市生物催化技术工程中心